# Кушелевская насосная станция
Кушелевская насосная станция — водопроводная насосная станция III подъёма, принадлежащая СПб ГУП «Водоканал» и расположенная в квартале между улицами Бутлерова, Фаворского и Старо-Муринской, а также проспектом Непокорённых.

## История
Первая очередь насосной станции была сооружена и запущена в 1953 году для увеличения мощности системы водоснабжения Гражданки, где было запланировано крупное жилое строительство. В этот период станцией руководил В. П. Берн. В 1968 году была пущена вторая очередь с дополнительным машинным отделением.
16 мая 2013 года была начата постепенная реконструкция насосной станции. На 2014 год станция была закреплена за участком насосных станций «Север» филиала «Водоснабжение Санкт-Петербурга» СПб ГУП «Водоканал». На станции трудились 23 сотрудника под руководством старшего мастера участка насосных станций О. С. Ануфриева. Завершение реконструкции было заланировано на 2015 год, позднее оно было перенесено на 2016 год. В апреле 2015 года после завершения общестроительных работ подрядчик приступил к монтажу нового оборудования.

## Описание
Кушелевская насосная станция почти целиком занимает участок, ограниченный улицами Бутлерова, Фаворского и Старо-Муринской, а также проспектом Непокорённых и имеет адреса по улице Бутлерова (дом 4) и по проспекту Непокорённых (дом 46а).
На территории водопроводной станции помимо собственно зданий насосов III и IV подъёмов имеются резервуары для хранения чистой воды, а также две артезианские скважины, сооружённые в качестве резервных источников водоснабжения. Территория озеленена, часть её занята древесно-кустарниковой растительностью, проложены асфальтированные дорожки. Территория огорожена и находится под круглосуточной охраной.